# Universidade Estadual Paulista em Bauru

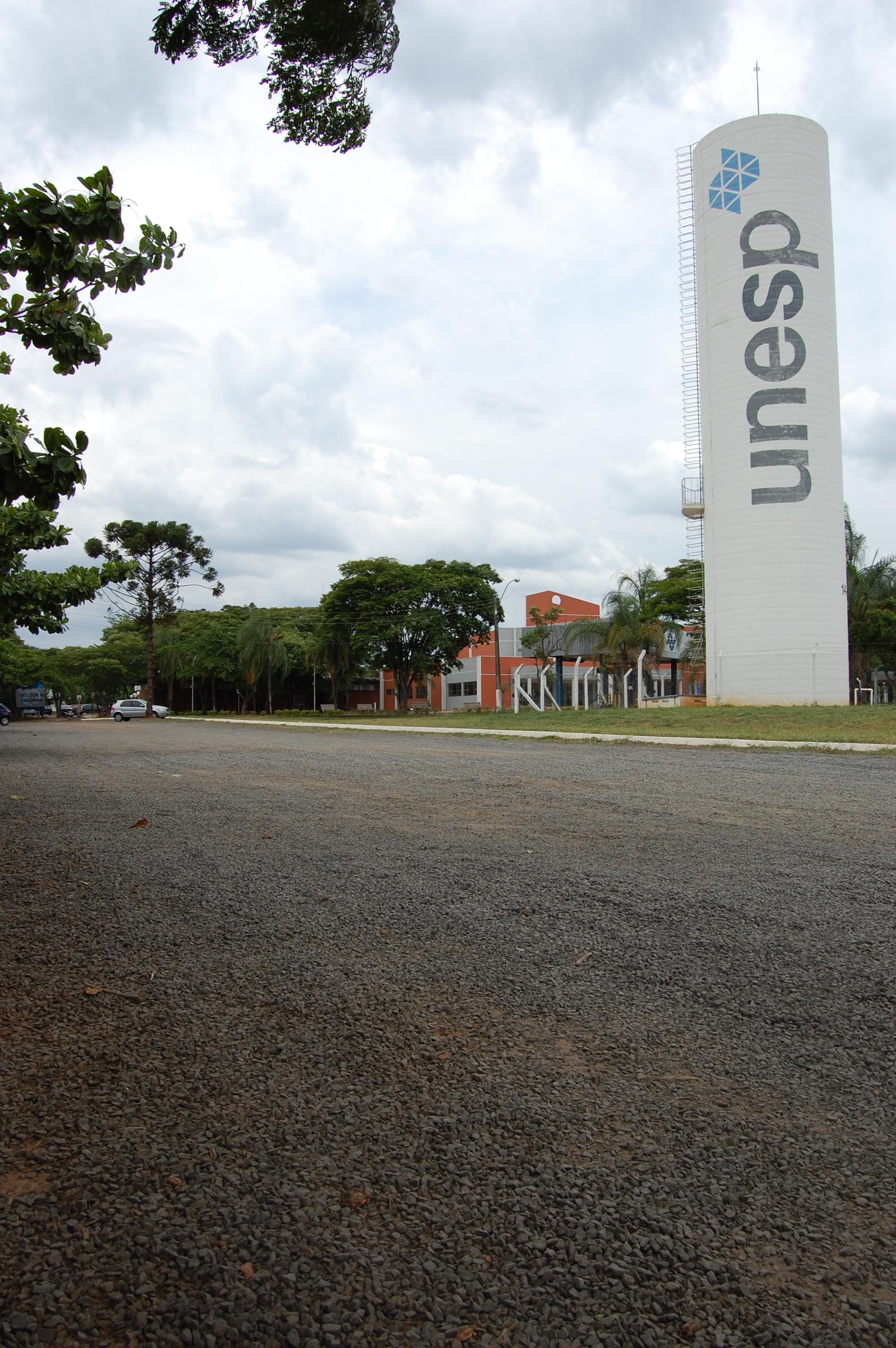
Entrada do Campus da UNESP Bauru

Universidade Estadual Paulista em Bauru é um campus da Universidade Estadual Paulista, localizada no município de Bauru, nas proximidades da Rodovia Marechal Rondon. A UNESP Bauru foi formada em 15 de agosto de 1988, quando a Universidade de Bauru (UB) foi incorporada. O campus possui uma área total de 456,68 hectares, e 71.087,52 m² de área construída, entre salas de aulas, laboratórios, biblioteca, departamentos de ensino e áreas administrativas. Atualmente possui 416 docentes e 496 servidores, atendendo diariamente mais de 7.000 alunos.
A universidade em Bauru conta com dezenove cursos e anualmente oferece mais de 950 vagas distribuídas nas suas três unidades universitárias: Faculdade de Arquitetura, Artes, Comunicação e Design da Universidade Estadual Paulista (FAAC), Faculdade de Ciências (FC), e Faculdade de Engenharia (FEB).

## Faculdades

### Faculdade de Arquitetura, Artes, Comunicação e Design (FAAC)
A Faculdade de Arquitetura, Artes, Comunicação e Design iniciou-se no ano de 1969, na Faculdade de Ciências da Fundação Educacional de Bauru (FEB). Atualmente oferece os seguintes cursos de graduação: arquitetura e urbanismo; design; artes visuais; jornalismo; radialismo e relações públicas.[carece de fontes?]

### Faculdade de Ciências (FC)
Criada em 1969, a Faculdade de Ciências é uma das unidades da Universidade que apresenta múltiplas opções de cursos aos estudantes. A Faculdade de Ciências (FC) conta com doze (doze) Cursos de Licenciatura e Bacharelado, que abrangem as três áreas do conhecimento (Ciências Humanas, Biológicas e  Exatas). O curso de Psicologia vem sendo oferecido desde a fundação da Faculdade. As Licenciaturas em Matemática, Física e Ciências Biológicas dia-a-dia se afirmam como cursos importantes da FC desde 1969. O Departamento de Computação conta com dois cursos bastante procurados: Ciência da Computação, criado em 1984, e Sistemas de Informação, implantado em 1997. O Curso de Educação Física existe desde 1986. Em reunião do Conselho Universitário realizada em 2001 foram aprovados mais dois cursos de graduação para a Unidade Universitária: Licenciatura em Química e Licenciatura em Pedagogia para a Formação do Professor da Educação Infantil e séries iniciais do Ensino Fundamental.[carece de fontes?]
O Observatório Astronômico Didático Lionel José Andriatto é mantido pela FC.

### Faculdade de Engenharia (FEB)
A Faculdade de Engenharia de Bauru oferece cursos de Graduação nas áreas da Engenharia Civil, Elétrica, Mecânica e de Produção. Além dos cursos de graduação, oferece também o cursos de Pós-graduação (Mestrado) em Engenharia Civil e Ambiental, Engenharia de Produção, Engenharia Elétrica e Engenharia Mecânica e outros cursos de Especialização, Atualização e Extensão.[carece de fontes?]
A Faculdade de Engenharia de Bauru foi autorizada a funcionar em 1967. Neste ano, entrou em atividade o curso de Engenharia Mecânica e, em 1968, os cursos de Engenharia Civil e de Elétrica, os quais eram mantidos pela Fundação Educacional de Bauru, entidade jurídica sem fins lucrativos. Desde a sua fundação, em 1967, foram criados vários cursos e unidades, mantidos pela Fundação Educacional de Bauru. Atualmente, com a extinção dos cursos de Tecnologia, a unidade passou a ser denominada Faculdade de Engenharia.[carece de fontes?]